# エウリュクレイア

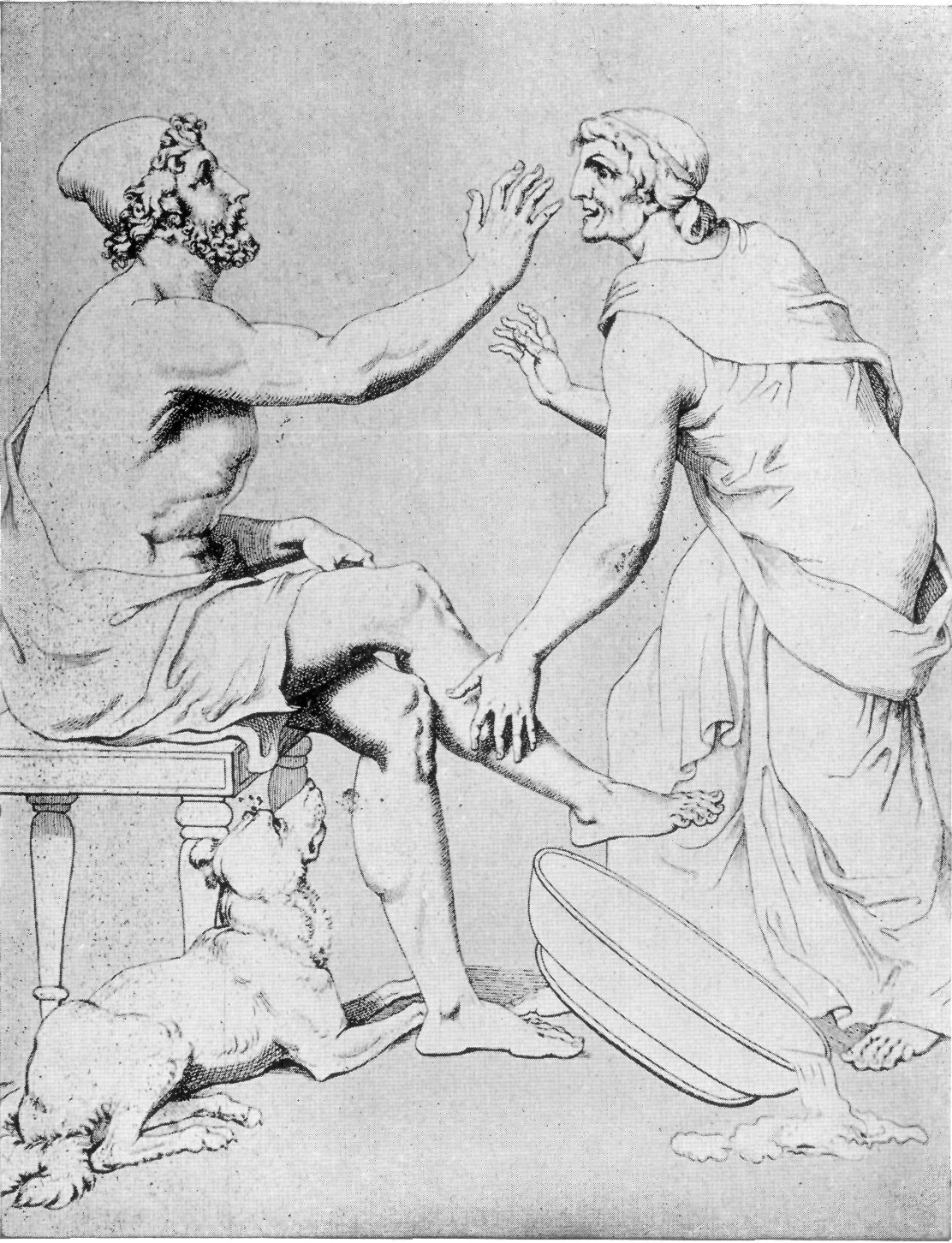
変装したオデュッセウスの足を洗うエウリュクレイア

エウリュクレイア（古希: Εὐρύκλεια、古代ギリシア語ラテン翻字: Eurúkleia、ラテン語: Euryklea）は、ギリシア神話の女性である。
- オデュッセウスの乳母
- 一説にオイディプースの母

の2名が知られている。以下に説明する。

## オデュッセウスの乳母
このエウリュクレイアは、ペルセーノールの子オプースの娘である。イタケーの王オデュッセウスの乳母で、テーレマコスも養育した。またペーネロペーの乳母エウリュノメーとともに女中頭だった。
エウリュクレイアは若い頃、オデュッセウスの父ラーエルテースに牛20頭で買われて以来、オデュッセウスの一族に仕えた。ラーエルテースは妻アンティクレイアと同様にエウリュクレイアを大切にしたが、妻が怒るのを恐れてエウリュクレイアには触れなかったという。
後にオデュッセウスがトロイア戦争から帰国せず、ペーネロペーの求婚者たちが館でオデュッセウスの財産を食いつぶしていたとき、エウリュクレイアはオデュッセウスがすでに死んだものと思っていた。そのため、テーレマコスが父の消息を尋ねるためにピュロスやスパルタに旅に出ると聞いたときには、テーレマコスの身を心配して反対した。しかしテーレマコスに説得されてペーネロペーに留守を内緒にしておくことを約束した。後に帰国したオデュッセウスが変装して館に現れたとき、エウリュクレイアはペーネロペーに命じられてオデュッセウスの足を洗い、その足にある傷がオデュッセウスの傷と同じであることに気づき、その男がオデュッセウスであることを知った。エウリュクレイアは思わずそのことをペーネロペーに話してしまいそうになったがオデュッセウスに止められた。またオデュッセウスが求婚者たちを討ったあと、求婚者たちと深い関係になった女中たちの名を伝えた。彼女たちもテーレマコスらによって殺された。

## オイディプースの母
このエウリュクレイアは、一説にテーバイ王ラーイオスの前妻で、オイディプースの母である。これによるとエピカステー（イオカステー）はラーイオスの後妻で、その死後オイディプースの妻になったという。